# Rinar Walejew
Rinar Saławatowycz Walejew, ukr. Рінар Салаватович Валєєв, ros. Ринар Салаватович Валеев, Rinar Saławatowicz Walejew (ur. 22 sierpnia 1987 w Odessie) – ukraiński piłkarz pochodzenia tatarskiego, grający na pozycji napastnika, a wcześniej pomocnika.

## Kariera piłkarska

### Kariera klubowa
Wychowanek Czornomorca Odessa. W 2005 został zaproszony do holenderskiego klubu De Graafschap, piłkarzem którego był jego starszy brat Rusłan. Od 2005 występował w amatorskich zespołach Syhnał Odessa, Iwan Odessa i Marrion Odessa. W styczniu 2007 powrócił do Czornomorca Odessa. W sezonie 2008/09 został wypożyczony do Stali Ałczewsk. Po zakończeniu kontraktu latem 2009 przeniósł się do Obołoni Kijów. Po roku gry latem 2010 odszedł do Krywbasa Krzywy Róg. 20 czerwca 2013 roku powrócił do Czornomorca Odessa. 20 czerwca 2014 przeszedł do Irtyszu Pawłodar, w którym grał do końca roku. W marcu 2015 jako wolny agent zasilił skład Illicziwca Mariupol. W maju 2016 został piłkarzem Hirnyka Krzywy Róg, ale już w czerwcu 2016 przeniósł się do Dacii Kiszyniów, jednak już 15 lipca 2016 za obopólną zgodą kontrakt został anulowany. 11 sierpnia 2016 powrócił do Illicziwca Mariupol. W 2017 występował w białoruskim klubie Isłacz Minski Rajon. W 2018 przeniósł się do gruzińskiego Szewardeni-1906 Tbilisi. 28 marca 2018 przeszedł do Olimpiku Donieck. 21 sierpnia 2019 zasilił skład klubu Obołoń-Browar Kijów.

## Sukcesy i odznaczenia

### Sukcesy klubowe
Czornomoreć Odessa
- finalista Pucharu Intertoto (1): 2007
- półfinalista Pucharu Ukrainy (2): 2007/08, 2013/14